# Omatidio

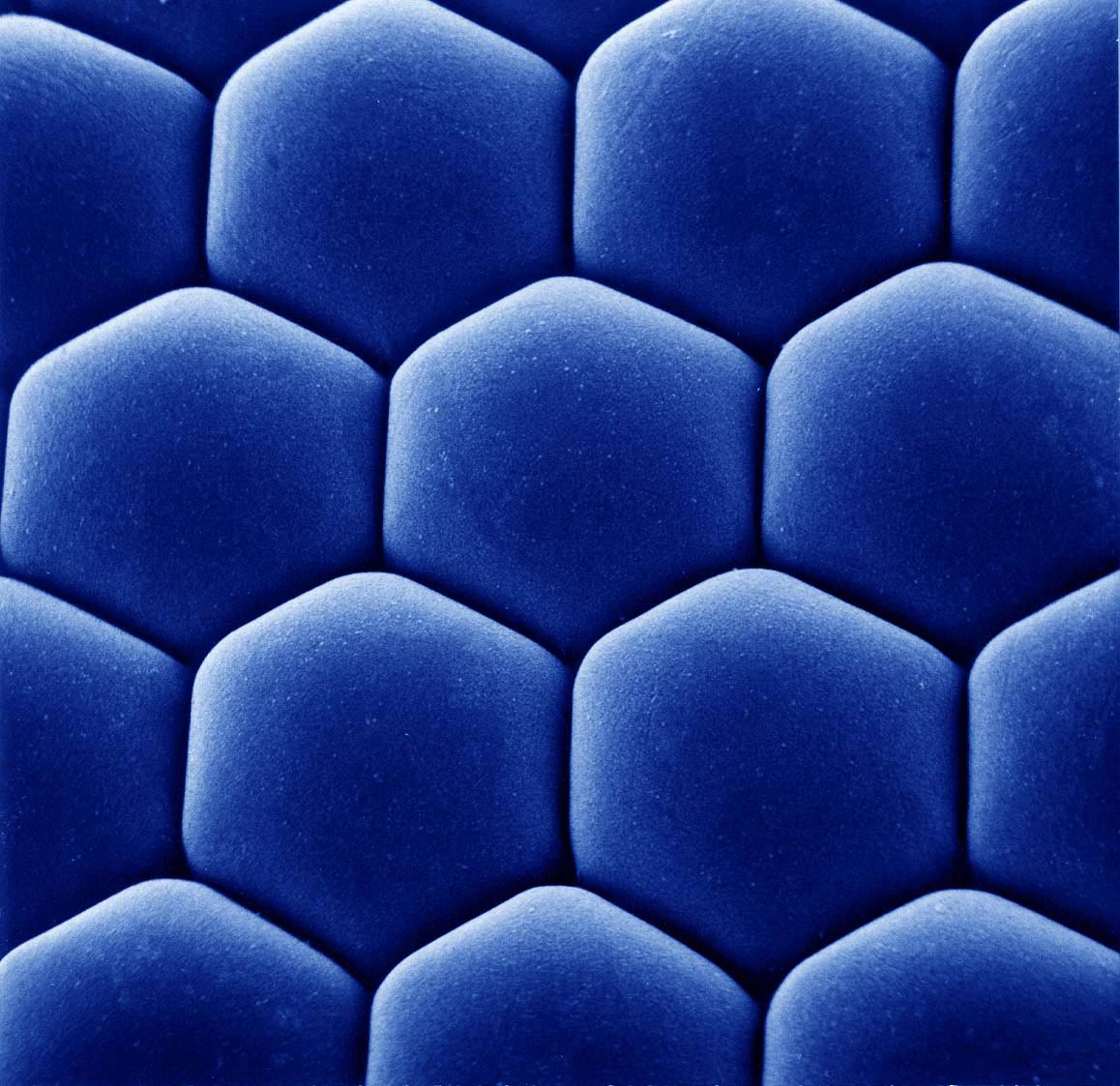
Omatidios de un crustáceo eucárido.

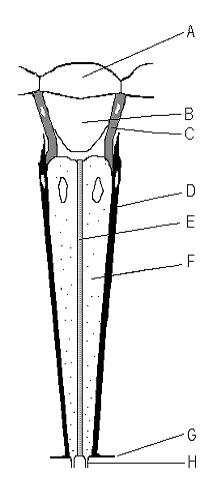
Corte longitudinal de un omatidio. A. Córnea, B. Cono cristalino, C y D. Células pigmentadas, E. Rabdoma, G. Membrana basal, H. nervio óptico.

Los omatidios (también llamados omatidias) son unidades sensoriales formadas por células fotorreceptoras capaces de distinguir entre la presencia y la falta de luz y, en algunos casos, capaces de distinguir entre colores.

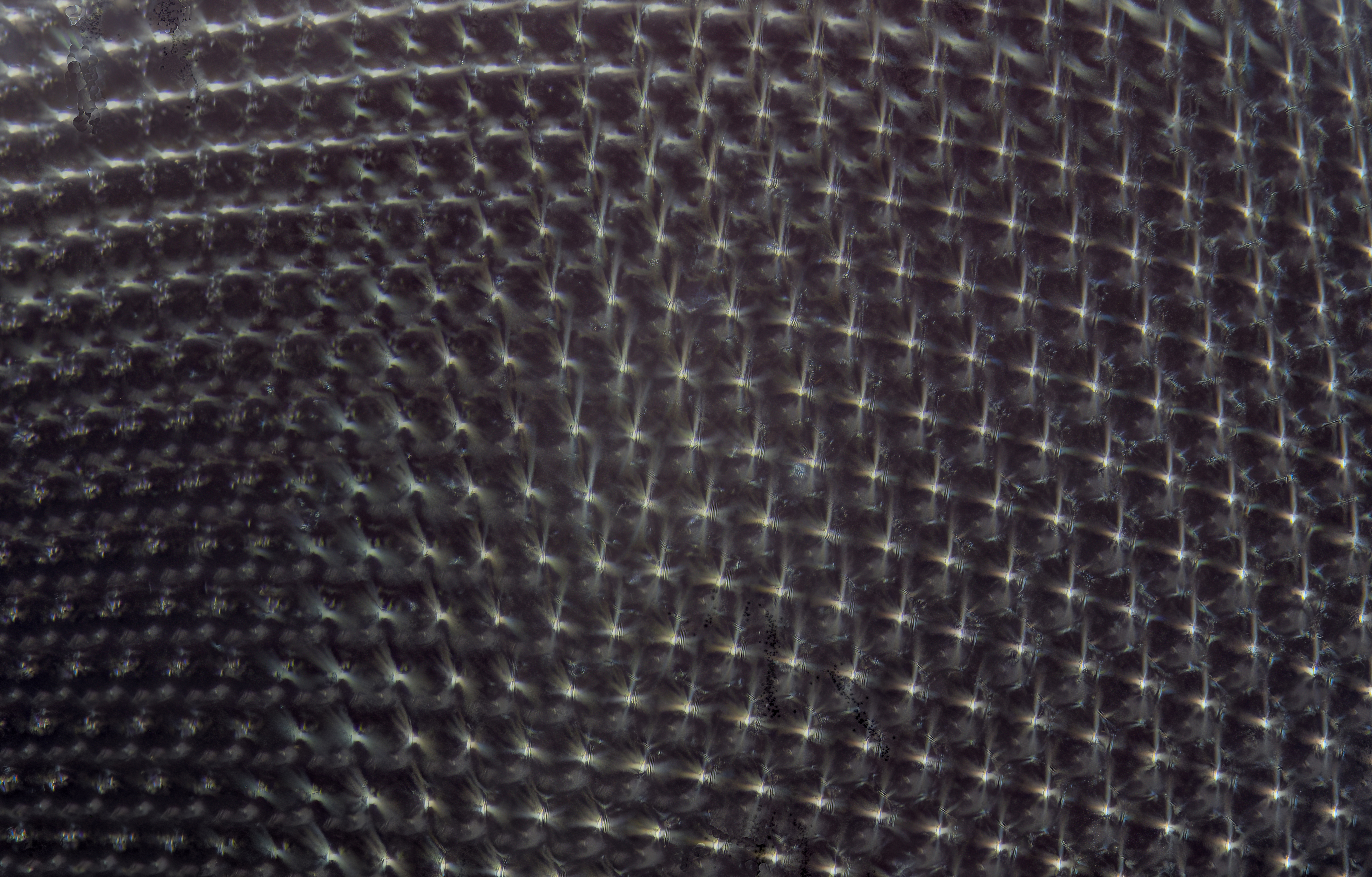
Ojo de mosca doméstica, se ven bien los omatidios,

El conjunto de omatidios forman los ojos compuestos, presentes en algunos invertebrados como los hexápodos y los crustáceos. Esta estructura permite la formación y la visión de imágenes. El número de omatidios en un ojo compuesto varía según el grupo de insectos, desde un puñado en insectos primitivos como Archaeognatha y Thysanura hasta cerca de 30 000 en algunas libélulas (Anisoptera) y mariposas esfingidas (Sphingidae).

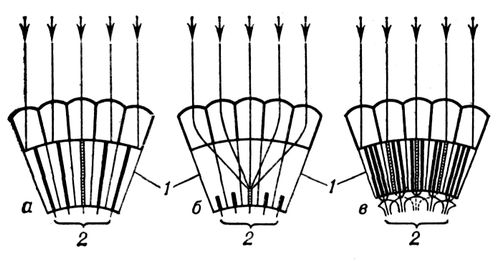
Corte de una sección de ojo compuesto con omatidios.

En los insectos cada omatidio está formado por un grupo de células alargadas. La más externa es una lente corneal, debajo de la cual se encuentra el cono cristalino formado de cuatro células rodeadas de células pigmentadas. Debajo del cristalino hay un grupo de células alargadas (generalmente ocho) rodeadas de células pigmentadas. El rabdoma recoge la luz y la transmite al cerebro por medio de un nervio óptico.
La lente corneal suele ser convexa, lo que da al ojo compuesto un aspecto facetado.